# Santuario de Nuestra Señora del Rosario (Hellín)
El santuario de Nuestra Señora del Rosario se encuentra situado en el cerro del Castillo y dentro del casco urbano de Hellín (Provincia de Albacete, España). En su interior se alberga a la imagen de Nuestra Señora del Rosario, que es patrona de esta localidad. Su origen se sitúa en una antigua ermita mudéjar que se construye tras la Reconquista. El edificio actual es fruto de la reconstrucción efectuada en la primera mitad del siglo XVIII y finales del XIX. A la época barroca corresponden el camarín, la cripta y parte del templo; al eclecticismo decimonónico corresponden la fachada, el campanario y la organización del plano con su portada y verja.

## Descripción
Actualmente, es un edificio de tres naves, una central, más alta, cubierta con bóveda de cañón y arcos fajones; arcos de medio punto sobre pilastras la comunican con las laterales, que se cubren con bóvedas de aristas y arcos fajones que las separan unas de otras. En la cabecera se encuentra el bello camarín rococó que se levanta sobre la cripta. Ambos espacios superpuestos constituyen hoy la parte del edificio más antigua, fechada en 1740 y construida en mampostería con aristas, cornisas y ventanal en sillería; el espacio interior se organiza con planta poligonal, a la manera de las cabeceras de los templos góticos, de cuyos ángulos arrancan los arcos que se encuentran en el centro.

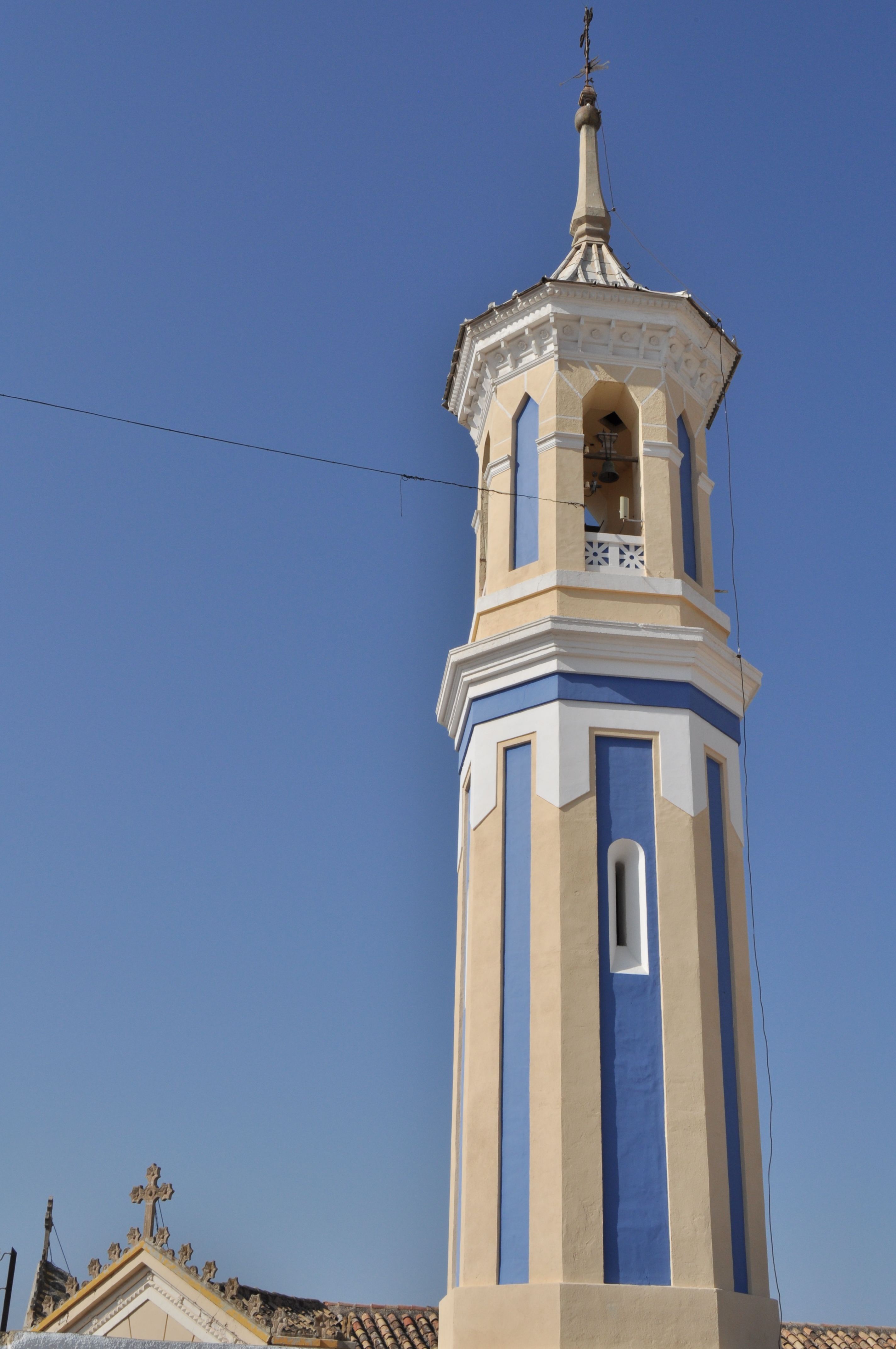
Torre del santuario

El camarín destaca por las pinturas barrocas que adornan sus paramentos y por la decoración rococó que engalana el espacio. Sánchez Ferrer lo describe bastante bien: «De estructura muy diferente es el camarín del Santuario de la virgen del Rosario de Hellín, que está construido por camarín capilla sobre cripta. Es amplio y tiene como planta un polígono irregular de ocho lados, formado por un lado —el del transparente— de longitud equivalente a la máxima anchura de la estancia, seis menores, iguales dos a dos, y el del foco de luz. En alzado, se estructura interiormente a base de pilastras bajas con quebrado entablamento, al que se superponen pequeñas porciones de pilastras, que prolongan las anteriores, y sobre las que apoya una cornisa, también quebrada. Se cubre con bóveda rebajada de casquetes con aristas resaltadas por nerviaciones planas, que confluyen en la clave. El transparente está iluminado por única ventana situada en la parte opuesta a la embocadura. La clave, los radiales de la bóveda y las pilastras, cornisas y entablamentos aparecen intensamente adornados con elementos característicos rococó: Dorados, molduras, rocallas, espejuelos, cornucopias, etc. La embocadura, semicircular, es sencilla, pero cubierta de rocallas y espejos. Las superficies triangulares de los casquetes y todos los lienzos de los muros se hallan totalmente cubiertos por pinturas, con escenas de la vida de María y de Jesús, en las primeras, y con temática veterotestamentaria, en los segundos; los fustes de las pilastras tienen pintadas figuras simbólicas y decoración vegetal. No conocemos documentación sobre el camarín; una inscripción pintada en la pared indica que se acabó de dorar en 1763.

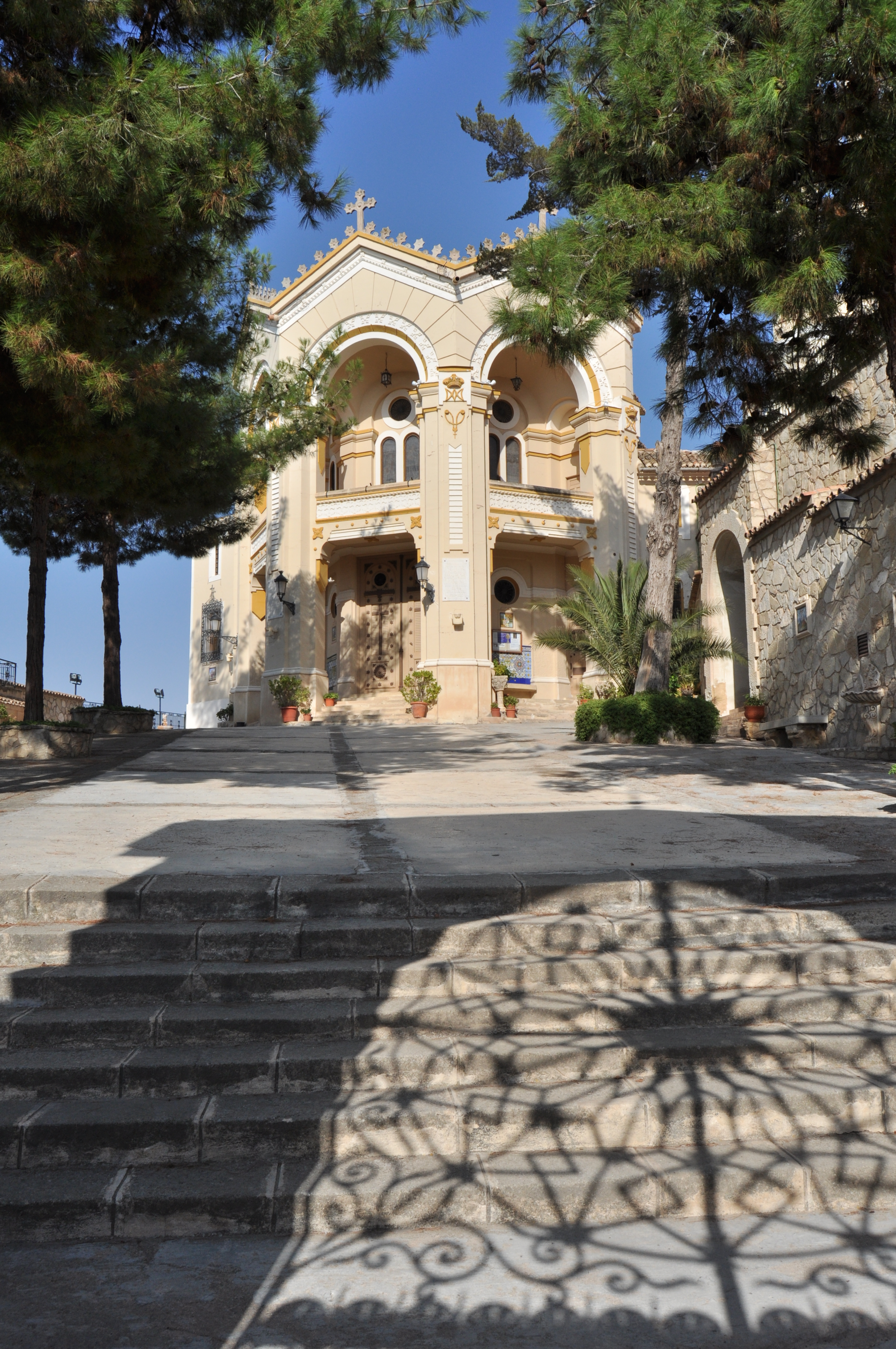
Cuesta hacia el edificio

Iconográficamente se diferencian tres niveles: el inferior, que se sitúa en los paramentos verticales, desarrolla escenas de la creación, en la relación de María, la Nueva Eva, con Eva la primera mujer; el segundo se localiza en las secciones del friso, con escenas de los patriarcas, también del Génesis, y el tercero, en los sectores de la bóveda, con escenas de la Vida de la Virgen, en su mayoría misterios gozosos y gloriosos. En las pilastras, ángeles dentro de un fondo nos presentan distintos símbolos de la letanía lauretana. El pavimento conserva azulejos valencianos del XVIII. Destacan las dos puertas de acceso al camarín, con tallas y decoración zoomorfa.
La cripta es un espacio más sencillo, carente de decoración, al que se desciende por sendas escaleras a manera de deambulatorio; actualmente, tras su restauración, se ha ubicado en ella parte del museo que acoge el santuario.
Otra parte significativa la constituyen la portada del campanario y la portada del plano, obra del arquitecto hellinero Justo Millán Espinosa; obra toda ella en la que se logra un buen efecto y un cierto carácter de grandiosidad.
Destaca en el interior el presbiterio, que se levanta sobre una gran tribuna, a la que se accede por una escalinata central defendida por unas barandas de forja del siglo XVIII y a cuyos lados, a derecha e izquierda, se encuentran las puertas de acceso a la cripta, en madera, con balaustres y tallas del XVIII. El retablo central neorrenacentista, obra del Entallador Rafael Millán en 1947, de buena traza y ejecución, cubre en su totalidad el frente del presbiterio. Desde el presbiterio se accede por la izquierda (lado del Evangelio) a la sacristía, y por la derecha al Museo, en el que se encuentran piezas de distinta procedencia y naturaleza, entre las que destaca, por su gran diversidad y valor etnográfico, una colección de rosarios.
La bóveda de cañón de la nave central y los casquetes de bóveda de los pies, que genera la portada de Millán Espinosa, han sido recubiertos, entre los años 1969 y 1972, con pinturas óleo sobre lienzo del pintor Francisco Fernández Reolid, con temas fundamentalmente alegóricos a los misterios del rosario, con elementos típicos locales.